# Blog Walker
Blog Walker（ブログウォーカー）は、Anijaによって制作されたフリーのRSSリーダー。「glucose」等と同じくブラウザ・メーラー型の中で独立型に分類されるもので、2005年5月現在Ver.2.09まで公開されている。
元々、匿名掲示板2ちゃんねるのあるスレッドにて開発が発表され、その後、普及と共に専用スレッドも立てられた。
動作環境はWindows 2000、XP、2003（Ver.2.09時点）。動作にはMicrosoft .NET Framework 1.1とmshtml.dll（LHA圧縮版のみ）が必要。
LHA圧縮版とインストーラーを用いたフルパッケージ版の2種類が作者のサイトからダウンロードできる。